# 湯姆傑利小故事
湯姆傑利小故事（英文：Tom and Jerry Tales，香港無綫電視及香港有線電視分別稱其為湯姆與謝利II和湯姆與傑利，台湾Cartoon Network稱為新湯姆與傑利，華納家庭娛樂在台湾發行的DVD稱為湯姆貓與傑米鼠故事集錦）由華納兄弟製作，現時於美國的Kids'WB中播放。故事繼續由原裝的湯姆貓和傑利老鼠搭檔出演，期望可以再次締造一部成功動畫影集。

## 綜述
此動畫以三個小故事為一集，每集約為7分鐘，合起來總共22分鐘。在畫面方面，製作轉用了電影片的版式，色彩和視覺效果亦顯然做得較好。不過說到故事內容，就如一般的現代動畫橋段，實在比不起經典中的瘋狂場面，給人一種稚嫩的感覺。
此外，湯姆和傑利在小故事中完全不會說話，只會發出正常的動物聲音。然而，其他動物配角卻能講準確的人類語言（一般是英語）。但無論如何，所有角色都可以如常溝通。而在某些故事中，動物配角的話語可以間接表達湯姆和傑利的思想感情。
另一方面，華納兄弟特別先向國際推薦《湯姆傑利小故事》，然後到2006年9月23日才正式於美國本土的Kids'WB播放。
第二季已於2007年9月22日在美國本土的Kids'WB播放。
香港的無綫電視明珠台也於2012年初逢周一至五下午4時30分播出此動畫，每集半小時。同時香港的香港有線電視有線兒童台曾經播出此動畫，但以粵語/英語雙語麗音廣播來播出。

## 每集主題

### 第一季
(依台湾Cartoon Network播放順序排列)
- 101 恐怖聖誕夢 / 雪橇狗 / 釣魚大戰
- 102 吸血鬼朋友 / 鬼屋 / 尋寶記
- 103 屠龍記 / 青蛙王子 / 抓癢舞
- 104 駭客任務 / 機器鼠 / 噴射背包
- 105 食人魚 / 鬼屋 / 魔術師
- 106 太空歷險記 / 生日蛋糕 / 登陸月球
- 107 章魚情人 / 海灘猛男 / 藏寶圖
- 108 街頭藝術 / 搖滾金雞母 / 叔叔來唱歌
- 109 泊車小弟 / 行李員的一天 / 垃圾場大戰
- 110 誰是老虎？ / 不准餵動物 / 極地危機
- 111 恐龍蛋 / 小島女神 / 史前世界
- 112 建築工 / 我的豪宅 / 午餐約會
- 113 補鼠機器貓 / 肌肉猛男 / 天王巨星

### 第二季
(依台灣Cartoon Network播放順序排列)
- 201 日本技藝修行記 / 夢想神燈 / 兩個巫婆
- 202 超神力戒指 / 極限變速機 / 神力超人
- 203 寵物日 / 悲慘的貓仔秀 / 會說貓語的人
- 204 企鵝歷險記 / 捕貓記 / 森林之愛
- 205 外星人入侵 / 妖怪大會 / 森林脫逃記
- 206 極限運動 / 救生員徵選 / 大腳怪
- 207 夏日果園 / 貓仔同盟會 / 小巨鼠
- 208 足球大戰 / 衝浪大賽 / 網球教學記
- The Declaration of Independunce / Kitty Hawked / 24 Karat Kat
- Hockey Schtick / Snow Brawl / The Abominable Snowmouse
- 211 DJ 傑利 / 凱蒂情歌 / 佛朗明哥之賽
- 212 非洲野生動物大賞 / 袋鼠向前跳 / 猴子大開口
- 213 貓狗的異想世界 / 褓母日 / 遇上笨鯰魚

## 外部連結
- Kids'WB官方網站